# Мислаковиці (гміна)
Гміна Мислаковіце (пол. Gmina Mysłakowice) — сільська гміна у південно-західній Польщі. Належить до Карконоського повіту Нижньосілезького воєводства.
Станом на 31 грудня 2011 у гміні проживало 10193 особи.

## Площа
Згідно з даними за 2007 рік площа гміни становила 88.75 км², у тому числі:
- орні землі: 48.00%
- ліси: 38.00%

Таким чином, площа гміни становить 14.13% площі повіту.

## Населення
Станом на 31 грудня 2011:
| Опис     | Загалом | Загалом | Чоловіки | Чоловіки | Жінки | Жінки |
| -------- | ------- | ------- | -------- | -------- | ----- | ----- |
| одиниця  | осіб    | %       | осіб     | %        | осіб  | %     |
| все      | 10193   | 100     | 4946     | 48.52    | 5247  | 51.48 |
| міське   | 0       | 100     | 0        |          | 0     |       |
| сільське | 10193   | 100     | 4946     | 48.52    | 5247  | 51.48 |

## Сусідні гміни
Гміна Мислаковіце межує з такими гмінами: Яновіце-Вельке, Каменна Ґура, Ковари, Подґужин.